# Kageneckia
Die Kageneckia sind eine Pflanzengattung aus der Familie der Rosengewächse (Rosaceae).

## Beschreibung
Kageneckia sind unbestachelte Sträucher oder niedrige Bäume. Ihre Blätter stehen wechselständig, sind einfach, fiedernervig und am Rand gezähnt, Nebenblätter sind vorhanden.
Kageneckia sind zweihäusig mit attraktiven Blüten. Der männliche Blütenstand ist eine Schirmtraube oder Traube, die weiblichen Blüten stehen einzeln.
Der Blütenbecher ist glocken- bis umgekehrt kegelförmig, ein Außenkelch fehlt. Die Kronblätter sind weiß bis gelblich. Der Diskus ist kranzförmig, auf dem Kranz stehen die rund fünfzehn Staubblätter oder Staminodien. Die Narben sind verbreitert und gegabelt. Die männlichen Blüten tragen kleine Stempelrudimente. Die zahlreichen Samenanlagen stehen in zwei waagerechten Reihen.
Die Frucht ist eine Balgfrucht mit zahlreichen, an der Spitze geflügelten Samen.
Die Chromosomenzahl beträgt 2n = 34.

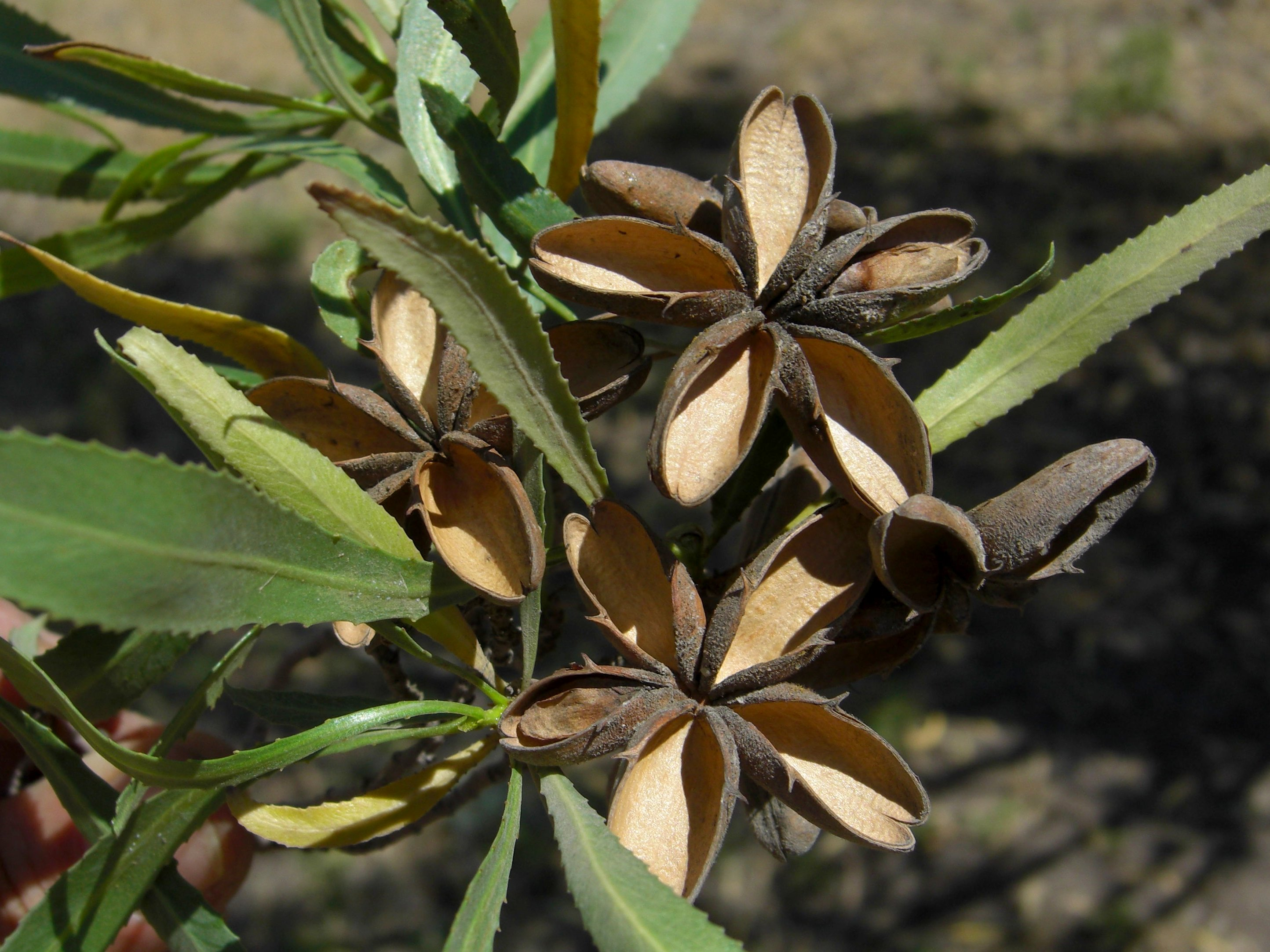
Kageneckia angustifolia fruchtend

## Verbreitung
Kageneckia-Arten finden sich in Südamerika von Bolivien, Peru und Chile bis Argentinien.

## Systematik
Die Gattung wurde 1794 von Hipólito Ruiz López und José Antonio Pavon erstbeschrieben. Sie wird eingeordnet in die Tribus Pyreae, Supertribus Pyrodae der Unterfamilie Spiraeoideae. Der Gattungsname ehrt Johann Friedrich von Kageneck (1741–1800), einen österreichischen Diplomaten. Er war der Onkel von Klemens Wenzel Lothar von Metternich.
Es werden drei Arten unterschieden:
- Kageneckia angustifolia D.Don: Sie kommt im zentralen Chile vor.[2]
- Kageneckia lanceolata Ruiz & Pav.: Sie kommt in Peru, Bolivien und im nordwestlichen Argentinien vor.[2]
- Kageneckia oblonga Ruiz & Pav.: Sie kommt im zentralen Chile vor.[2]

## Nachweise
- C. Kalkman: Rosaceae. In: Klaus Kubitzki (Hrsg.): The Families and Genera of Vascular Plants - Volume VI - Flowering Plants - Dicotyledons - Celastrales, Oxalidales, Rosales, Cornales, Ericales. Springer-Verlag, Berlin 2004, S. 354–355, ISBN 978-3-540-06512-8